# Marabana
Marabana ist die Bezeichnung für den seit 1990 stattfindenden internationalen Marathonlauf in der kubanischen Hauptstadt Havanna.

## Geschichte
Der Name setzt sich aus den beiden Einzelworten Marathon und Habana zusammen, der spanischen Schreibweise des Austragungsorts. Alljährlich im November werden angeboten: Marathon 42,195 km / Halbmarathon 21,0975 km sowie 10 und 15 km (frei). Seit 1987 fanden bis 1990 lediglich Halbmarathons statt. Danach wurde die volle Strecke gelaufen, wobei angenommen wird, dass die 1990 und 1994 zurückgelegte Strecke kürzer als angegeben war.

### Strecke
Die Laufstrecke führt über asphaltierte Straßen und ist fast durchgängig eben, alle drei Kilometer befinden sich Versorgungsstände und medizinische Betreuung. Die Zeitmessung erfolgt elektronisch sowie manuell. Klasseneinteilung für Marathon und Halbmarathon je Frauen und Männer Frei unter 30 Jahren, Submaster 30 – 35, Master A 36 – 40, Master B 41 – 45, Master C 46 – 50, Master D 51 – 55, Master E 56 – 60, Master F 61 – 65, Master G älter als 66 (Master F und G ausschließlich Männer). Alle  Teilnehmer erhalten eine Urkunde mit der gelaufenen Zeit, der Platzierung sowie ein T-Shirt mit dem Marabana-Motiv. Nach den Wetterstatistiken der letzten Jahre betrug die Tageshöchsttemperatur ca. 28 °C, die niedrigste ca. 20 °C, die Regenwahrscheinlichkeit ist im November mit 7 Tagen Niederschlag relativ gering. Die relative Luftfeuchtigkeit ist immer etwas höher als in Deutschland.

### Rekorde
Der Streckenrekord bei den Männern steht bei  2:18:07h gelaufen von  Alexis Cuba aus Kuba im November 1998 und bei den Frauen bei 2:43:29h von Emperatriz Wilson aus Kuba aus dem Jahr 2001.